# Ramona Bădescu (femme de lettres)
Cet article concerne l'écrivaine française. Pour l'actrice et mannequin italienne, voir Ramona Badescu (actrice).
Pour les articles homonymes, voir Ramona Badescu.
Ramona Bădescu, née le 8 février 1980, est une écrivaine française.

## Biographie
Ramona Bădescu est née dans le sud de la Roumanie le 8 février 1980. Elle  arrive dans le sud de la France à l'âge de 10 ans. Elle est titulaire d'un diplôme d'études universitaires scientifiques et techniques de formation aux métiers du théâtre. En 2001, elle  crée la compagnie « Je sais bien mais quand même ».
Son premier livre jeunesse est publié en 2002. Résidant à Marseille, elle est comédienne et écrit également pour le théâtre et de la poésie.
En 1999, elle rencontre Benjamin Chaud, illustrateur formé à l'École supérieure des arts décoratifs de Strasbourg, qui lui demande de créer un personnage : ce sera un éléphant rose, nommé Pomelo, dont les aventures sont éditées par les éditions Albin Michel jeunesse.
Elle est également traductrice d'ouvrages jeunesse, depuis l'anglais vers le français, dont la série Mog de Judith Kerr. En 2020, pour l'ouvrage Mog, la nuit des renards, elle figure dans la prestigieuse liste internationale « Honour List » de l' IBBY, dans la catégorie Traducteurs.
De 2019 à 2022, elle préside le Salon du livre et de la presse jeunesse de Montreuil.

## Œuvres

### Livres
- À trois (2005). Illustrations d'Olivier Balez

- Histoires de la grande forêt, illustrations d'Aurore Callias
  - Tristesse et chèvrefeuille (2010)
  - Le Bal d'automne (2010)

- Illustrations de Benjamin Chaud
  - L'amour ? (2005)
  - 1 2 3 Perdu ! (2005)
  - Monstres chéris (2006)
  - Le Gros Camion qui pue de mon papa (2006)
  - série Pomelo :
    - Pomelo est bien sous son pissenlit (2002)
    - Pomelo est amoureux (2003)
    - Pomelo rêve (2004)
    - Pomelo se demande (2006)
    - Pomelo s'en va de l'autre côté du jardin (2007)
    - Pomelo voyage (2009)
    - Pomelo grandit (2010)
    - Pomelo et les couleurs (2011)
    - Pomelo et les contraires (2011)
    - Pomelo et la grande aventure (2012)
    - Pomelo et les formes (2013)
    - Pomelo et l'incroyable trésor (2015)
    - Pomelo se souvient (2017)
    - Pomelo découvre (2018)

- Illustrations de Delphine Durand
  - Le Père Noël ne passera pas ! (2005)
  - Gros Lapin (2007)

- Capitaine Futur et le voyage extraordinaire (2014). Illustrations de Claire Franek
- Ce que je peux porter (2015). Illustrations de Bruno Gibert
- La Petite Musique de Noko (2007). Illustrations de Candice Hayat
- Artie & Moe, pas de sieste aujourd'hui ! - livre-CD, (2014). Illustrations d'Amélie Jackowski
- À Paris (2014). Illustrations de Joëlle Jolivet
- Tiens ! (2015)
- Moi, canard (2016). Illustrations de Fanny Dreyer
- Bus 83 (2020). Illustrations de Benoît Guillaume

- Illustrations de Chiaki Miyamoto
  - Petit fantôme (2007)
  - Mon panda (2008)

- Un nuage dans la poche (2006). Illustrations d'Irène Schoch

### Théâtre
- Le Mouton cachalot, avec Sophie Agnel (piano) et Catherine Jauniaux (voix), images de Juliette Agnel, 2007[6]
- Moi, canard, mis en scène par Enora Boëlle, produit par le joli collectif, 2015[7], illustré par Fanny Dreyer, Cambourakis, 2016[8].

### Article
- Ramona Bădescu, « Hommage à Judith Kerr », La Revue des livres pour enfants, no 308,‎ 2019, p. 220 (lire en ligne [PDF], consulté en mars 2025)

## Traductions
Depuis l'anglais vers le français.
- Judith Kerr[3], série Mogg, 4 titres, Albin Michel jeunesse, 2016-2018
- Judith Kerr[3], Le tigre qui s'invita pour le thé ((en) The tiger who came to tea ), Albin Michel jeunesse, 2017
- Kate KliseStay, La liste des choses à faire absolument ( (en) Stay, a girl, a dog, a bucket list), Albin Michel jeunesse, 2019
- Marion Dane Bauer, La danse d'hiver ( (en) Winter dance ), illustrations de Richard Jones, Albin Michel jeunesse
- William Snow, Souris des bois : une année dans la forêt ((en)  Mouse's wood ), illustré par Alice Melvin, Albin Michel jeunesse, 2022